# Cameron Krutwig
Cameron David Krutwig (Algonquin, Illinois; 21 de diciembre de 1998) es un jugador de baloncesto estadounidense que pertenece a la plantilla del Lleida de la ACB. Con 2,06 metros de estatura, juega en la posición de pívot.

## Trayectoria deportiva

### Universidad
Jugó cuatro temporadas con los Ramblers de la Universidad Loyola Chicago, en las que promedió 13,7 puntos, 7,1 rebotes y 2,8 asistencias por partido. En su primera temporada promedió 10,5 puntos y 6,1 rebotes por partido, siendo elegido freshman del año de la Missouri Valley Conference, e incluido en el tercer mejor quinteto de la conferencia.
Las tres temporadas siguientes fue incluido en el mejor quinteto de la conferencia, y en la última, tras promediar 15,0 puntos, 7,0 rebotes y 3,0 asistencias por partido, fue elegido Jugador del Año de la MVC.
Al término de la temporada, Krutwig se declaró elegible para el draft de la NBA, renunciando al año extra universitario que le correspondería.

#### Estadísticas
| Año     | Equipo | PJ  | PT  | MPP  | %TC  | %3P  | %TL  | RPP | APP | ROB | TPP | PPP  |
| ------- | ------ | --- | --- | ---- | ---- | ---- | ---- | --- | --- | --- | --- | ---- |
| 2017–18 | Loyola | 38  | 34  | 23.7 | .598 | –    | .735 | 6.1 | 1.7 | .5  | .7  | 10.5 |
| 2018–19 | Loyola | 34  | 34  | 28.2 | .629 | .333 | .578 | 7.2 | 2.4 | .6  | 1.0 | 14.8 |
| 2019–20 | Loyola | 32  | 32  | 31.3 | .563 | .000 | .690 | 8.1 | 4.2 | 1.2 | .6  | 15.1 |
| 2020–21 | Loyola | 30  | 30  | 28.5 | .574 | –    | .684 | 7.0 | 3.0 | 1.1 | 1.1 | 15.0 |
| Total   | Total  | 134 | 130 | 27.7 | .590 | .143 | .667 | 7.1 | 2.8 | .8  | .9  | 13.7 |

### Profesional
Tras no ser elegido en el Draft de la NBA de 2021, Krutwig firmó su primer contrato profesional con el Telenet Giants Antwerp de la recién creada BNXT League.
En la temporada 2022-23, firma con los Ibaraki Robots de la B.League japonesa, con el que promedió 15,6 minutos, 5,7 puntos, 5,3 rebotes y 2,7 asistencias en 37 partidos.
El 28 de julio de 2023, el jugador firma por el Real Betis Baloncesto de la Liga LEB Oro.
El 2 de noviembre de 2023, tras tres partidos disputados con el conjunto sevillano, rescinde su contrato con el Real Betis Baloncesto y firma por el Força Lleida Club Esportiu de la Liga LEB Oro hasta el final de la temporada con el que logra el ascenso a la Liga Endesa.
El 14 de julio de 2024, firma por el Zunder Palencia de la Primera FEB.
El 10 de julio de 2025, firmó por dos temporadas por el Força Lleida Club Esportiu, regresando así al equipo, en esta ocasión para disputar la liga ACB.